# He Poos Clouds
He Poos Clouds is het tweede album van de Canadese indierockmuzikant Owen Pallett dat verscheen op 13 juni 2006 via Blocks Recording Club in Canada en internationaal via Tomlab.
De liedjes op het album (met uitzondering van het 5e en het 10e nummer) zijn veelal verwijzingen naar RPG Dungeons & Dragons en de tekst van het openingsnummer verwijst ogenschijnlijk naar de videospelserie The Legend of Zelda van Nintendo. Tevens lijkt het te verwijzen naar The Chronicles of Narnia. Pallett verklaarde dat het album een reflectie is over hoe atheïsten tegen de dood aankijken.
Het album won op 18 september 2006 de Polaris Music Prize.

## Tracklist
1. "The Arctic Circle" – 4:24
2. "He Poos Clouds" – 3:31
3. "This Lamb Sells Condos" – 4:39
4. "If I Were a Carp" – 4:03
5. "→" – 0:57
6. "I'm Afraid of Japan" – 3:56
7. "Song Song Song" – 4:31
8. "Many Lives → 49 MP" – 2:56
9. "Do You Love?" – 3:03
10. "The Pooka Sings" – 5:25

## Bron
1. ↑  (en)  Q&A with Owen Pallett of Final Fantasy